# Хуан Анхель Ескобар
Хуан Анхель Ескобар (ісп. Juan Ángel Escobar; нар. 18 серпня 1987, Монтеррей, Нуево-Леон) — мексиканський борець греко-римського стилю, триразовий срібний та дворазовий бронзовий призер Панамериканських чемпіонатів, дворазовий бронзовий призер Панамериканських ігор, дворазовий чемпіон та бронзовий призер Центральноамериканських і Карибських ігор.

## Біографія
Син матері-одиначки, Хуан Анхель виріс в жорсткій околиці Монтеррея, штат Нуево-Леон, де він навчився використовувати свої кулаки, щоб бути шанованим. Після того як сильно постраждав під час бійки на вечірці, він вирішив присвятити себе боротьбі.
Боротьбою почав займатися з 2000 року.
Виступає за борцівський клуб «Монте Кристал», Нуево-Леон.

## Спортивні результати на міжнародних змаганнях

### Виступи на Чемпіонатах світу
| Змагання                        | Збірна  | Вагова категорія | Місце |
| ------------------------------- | ------- | ---------------- | ----- |
| Чемпіонат світу з боротьби 2011 | Мексика | 74 кг            | 31    |
| Чемпіонат світу з боротьби 2013 | Мексика | 74 кг            | 18    |
| Чемпіонат світу з боротьби 2014 | Мексика | 75 кг            | 8     |
| Чемпіонат світу з боротьби 2015 | Мексика | 75 кг            | 28    |

### Виступи на Панамериканських чемпіонатах
| Змагання                                   | Збірна  | Вагова категорія                 | Місце  |
| ------------------------------------------ | ------- | -------------------------------- | ------ |
| Панамериканський чемпіонат з боротьби 2008 | Мексика | греко-римська боротьба, до 74 кг | 5      |
| Панамериканський чемпіонат з боротьби 2009 | Мексика | греко-римська боротьба, до 74 кг | 10     |
| Панамериканський чемпіонат з боротьби 2010 | Мексика | греко-римська боротьба, до 74 кг | 7      |
| Панамериканський чемпіонат з боротьби 2011 | Мексика | греко-римська боротьба, до 74 кг | Бронза |
| Панамериканський чемпіонат з боротьби 2012 | Мексика | греко-римська боротьба, до 74 кг | 5      |
| Панамериканський чемпіонат з боротьби 2013 | Мексика | греко-римська боротьба, до 74 кг | Срібло |
| Панамериканський чемпіонат з боротьби 2015 | Мексика | греко-римська боротьба, до 75 кг | Срібло |
| Панамериканський чемпіонат з боротьби 2016 | Мексика | греко-римська боротьба, до 75 кг | 5      |
| Панамериканський чемпіонат з боротьби 2017 | Мексика | греко-римська боротьба, до 75 кг | Срібло |
| Панамериканський чемпіонат з боротьби 2019 | Мексика | греко-римська боротьба, до 77 кг | Бронза |

### Виступи на Панамериканських іграх
| Змагання                  | Збірна  | Вагова категорія | Місце  |
| ------------------------- | ------- | ---------------- | ------ |
| Панамериканські ігри 2011 | Мексика | 74 кг            | Бронза |
| Панамериканські ігри 2015 | Мексика | 75 кг            | Бронза |

### Виступи на Центральноамериканських і Карибських іграх
| Змагання                                                | Збірна  | Вагова категорія                 | Місце  |
| ------------------------------------------------------- | ------- | -------------------------------- | ------ |
| Центральноамериканські і Карибські ігри 2006            | Мексика | греко-римська боротьба, до 74 кг | 5      |
| Центральноамериканські і Карибські ігри 2010 (Маягуес)  | Мексика | греко-римська боротьба, до 74 кг | Золото |
| Центральноамериканські і Карибські ігри 2014 (Сан-Хуан) | Мексика | греко-римська боротьба, до 75 кг | Бронза |
| Центральноамериканські і Карибські ігри 2014 (Веракрус) | Мексика | греко-римська боротьба, до 75 кг | Золото |
| Центральноамериканські і Карибські ігри 2018            | Мексика | греко-римська боротьба, до 77 кг | 5      |

### Виступи на Центральноамериканських і Карибських чемпіонатах
| Змагання                                                       | Збірна  | Вагова категорія                 | Місце |
| -------------------------------------------------------------- | ------- | -------------------------------- | ----- |
| Центральноамериканський і Карибський чемпіонат з боротьби 2018 | Мексика | греко-римська боротьба, до 77 кг | 5     |

### Виступи на інших змаганнях
| Змагання                                                               | Збірна  | Вагова категорія                 | Місце  |
| ---------------------------------------------------------------------- | ------- | -------------------------------- | ------ |
| Олімпійський кваліфікаційний турнір з боротьби 2012 (Кіссіммі-Орландо) | Мексика | греко-римська боротьба, до 74 кг | 5      |
| Олімпійський кваліфікаційний турнір з боротьби 2012 (Гельсінкі)        | Мексика | греко-римська боротьба, до 74 кг | 27     |
| Гран-прі Німеччини з боротьби 2014                                     | Мексика | греко-римська боротьба, до 75 кг | 21     |
| Гран-прі Іспанії з боротьби 2014                                       | Мексика | греко-римська боротьба, до 75 кг | Золото |
| Турнір «Олімпія» 2014                                                  | Мексика | греко-римська боротьба, до 75 кг | Бронза |
| Міжнародний меморіал Білла Фаррелла 2014                               | Мексика | греко-римська боротьба, до 75 кг | Срібло |
| Турнір «Олімпія» 2015                                                  | Мексика | греко-римська боротьба, до 75 кг | Срібло |
| Trophee Milone 2015                                                    | Мексика | греко-римська боротьба, до 75 кг | Золото |
| Кубок Бразилії з боротьби 2015                                         | Мексика | греко-римська боротьба, до 75 кг | Золото |
| Олімпійський кваліфікаційний турнір з боротьби 2016 (Фріско)           | Мексика | греко-римська боротьба, до 75 кг | Бронза |
| Олімпійський кваліфікаційний турнір з боротьби 2016 (Улан-Батор)       | Мексика | греко-римська боротьба, до 75 кг | 9      |
| Олімпійський кваліфікаційний турнір з боротьби 2016 (Стамбул)          | Мексика | греко-римська боротьба, до 75 кг | 20     |
| Cerro Pelado International 2017                                        | Мексика | греко-римська боротьба, до 75 кг | 5      |
| Cerro Pelado International 2018                                        | Мексика | греко-римська боротьба, до 77 кг | 4      |
| Cerro Pelado International 2019                                        | Мексика | греко-римська боротьба, до 77 кг | 7      |
| Кубок Хапаранди з боротьби 2019                                        | Мексика | греко-римська боротьба, до 77 кг | 5      |
| Кубок Арво Хаавісто 2019                                               | Мексика | греко-римська боротьба, до 77 кг | 7      |
| Тор Мастерс 2020                                                       | Мексика | греко-римська боротьба, до 77 кг | 9      |

### Виступи на змаганнях молодших вікових груп
| Змагання                                                 | Збірна  | Вагова категорія                 | Місце  |
| -------------------------------------------------------- | ------- | -------------------------------- | ------ |
| Панамериканський чемпіонат з боротьби серед кадетів 2003 | Мексика | греко-римська боротьба, до 63 кг | Золото |
| Панамериканський чемпіонат з боротьби серед кадетів 2004 | Мексика | греко-римська боротьба, до 69 кг | Золото |
| Чемпіонат світу з боротьби серед юніорів 2006            | Мексика | греко-римська боротьба, до 74 кг | 17     |